# Марков, Георгий Мокеевич
Гео́ргий Моке́евич Ма́рков (6 (19) апреля 1911 — 25 сентября 1991) — советский русский писатель, сценарист и драматург, журналист, военный корреспондент, общественный деятель. Председатель правления Союза писателей СССР (1986—1989), перед тем первый секретарь правления (1971—1986).
Дважды Герой Социалистического Труда (1974 и 1984). Лауреат Ленинской премии (1976), Сталинской премии третьей степени (1952), Государственной премии РСФСР им. бр. Васильевых (1984) и премии Ленинского комсомола (1980). Член ВКП(б) в 1930-1935 и с 1946 года.

## Биография
Георгий Марков родился 6 (19) апреля 1911 года в селе Ново-Кусково (ныне Асиновского района Томской области) в многодетной семье (он был тринадцатым ребёнком) охотника-медвежатника Мокея Фроловича и крестьянки Евдокии Васильевны, урожд. Прибытковой. Его отец был знатоком тайги, по которой много путешествовал в поисках новых охотничьих угодий. В начале 1910-х годов Мокей Марков служил надзирателем в Томской пересыльной тюрьме, где познакомился с большевиками-подпольщиками, а после 1917 года некоторое время был председателем Васюганской коммуны в Приобской пойме. Эти факты биографии получат свое отражение в историко-революционном романе Г. Маркова «Отец и сын».
В 13 лет вступил в комсомол. Заметка в газете «Томский крестьянин» («Волки одолели») в 1922 году стала первой публикацией будущего писателя. В 1927—1931 годах заведующий отделом райкома ВЛКСМ в Томске. В 1930 году вступил в ВКП(б). В 1930—1932 годах учился на вечернем отделении Томского государственного университета, но не окончил его. В 1931—1941 годах — на редакционной работе (редактор детского журнала «Товарищ» и газеты «Большевистская смена» в Новосибирске, газеты «Молодой большевик» в Омске).
Первая книга издана в 1931 году — «Комсомольские резервы — большому Кузбассу». Г. Марков и его жена, писательница А. А. Кузнецова, были внештатными постоянными корреспондентами газет «Восточно-Сибирская правда», «Советская молодёжь». Публиковались в альманахе «Новая Сибирь» (Иркутск).
В 1935 году исключён из ВКП(б) и освобождён от работы редактором газеты. Незадолго до этого был арестован его старший брат Иван. От ареста самого Г. М. Маркова спасло то, что предупреждённый о возможном аресте, он ушёл в тайгу, где скрывался какое-то время, а затем постоянно менял место жительства.
В 1939 году вышел его первый большой роман — «Строговы».
19 июля 1941 года пошёл добровольцем в Красную Армию: был военным корреспондентом газеты «На боевом посту» Забайкальского фронта, старший политрук, в 1945 году — капитан. Участвовал в разгроме Квантунской армии. Член Союза писателей с 1943 года. В звании майора демобилизован из армии в декабре 1945 года.
В 1946 году восстановлен в партии.
В 1956 году переехал в Москву. С 1956 по 1971 год — секретарь правления Союза писателей СССР, одновременно с 1959 по 1965 год — председатель правления Московского отделения Союза писателей РСФСР. Со 2 июля 1971 года по 28 июня 1986 года — первый секретарь правления Союза писателей СССР. С 28 июня 1986 года по 18 января 1989 года — председатель правления Союза писателей СССР. Член ЦК КПСС в 1971—1990 годах. Член ЦРК КПСС в 1966—1971 годах.
Делегат XXII, XXIII, XXIV XXV и XXVI съездов КПСС. Депутат Совета Союза ВС СССР 7—11 созывов (1966—1989) от Москвы.
В 1973 году подписал Письмо группы советских писателей о Солженицыне и Сахарове. В 1978 году передал полученную Ленинскую премию (10 000 рублей) на создание библиотеки в родном селе Ново-Кусково. Торжественное открытие Ново-Кусковской библиотеки состоялось 11 ноября 1978 года, и к этому дню Г. М. Марков прислал в дар землякам 1500 книг из своей личной библиотеки.
Председатель Комитета по Ленинским и Государственным премиям СССР в области литературы, искусства и архитектуры с 1979 года.
Председатель комиссии по литературному наследию Мариэтты Шагинян.
Не разделяя многих моментов перестройки, 18 января] 1989 года по собственному желанию ушёл с поста председателя правления Союза писателей СССР.
Скончался после тяжёлой продолжительной болезни 25 сентября 1991 года в Москве. Похоронен на Троекуровском кладбище. На могиле писателя установлен скромный памятник. Здесь же похоронена супруга — Агния Александровна (Агния Кузнецова).

### Семья
Братья и сёстры:
- Павел Мосеевич Марков (1894 — ?). Во время Первой мировой войны воевал в составе Русского экспедиционного корпуса во Франции[14]. После Великой Отечественной войны проживал в родном селе Ново-Кусково.
- Анна Мокеевна Маркова (1896—1979)
- Пелагея Мокеевна Маркова (1898—1962), учительница. Награждена орденом Трудового Красного Знамени, медалью «За доблестный труд в Великой Отечественной войне 1941—1945 гг.», значком «Отличник народного просвещения».
- Клавдия Мокеевна Маркова (1899—1949)
- Иван Мокеевич Марков (1901—1977), писатель, асиновский краевед, один из создателей газеты «Причулымская правда»[15]. В 1930-е годы был репрессирован. Участник Великой Отечественной войны, награждён медалями «За боевые заслуги», «За взятие Кёнигсберга», «За победу над Германией». Сотрудник Томского областного краеведческого музея в 1948—1962 годах[9][16].
- Фёдор Мокеевич Марков (1903—1971), педагог, писатель. Работал директором ремесленного училища, начальником Томского автоучебного пункта по подготовке шоферов для Красной армии, в Томском речном порту. В соавторстве с братом, И. М. Марковым, написал роман «В сибирской дальней стороне»[17].
- Зоя Мокеевна Маркова (1905/6 — 1998), врач.
- Антонина Мокеевна Маркова (1916 — после 1980)

Жена (с 1936) — писательница Агния Александровна Кузнецова (1911—1996).
- Дочь — писательница Ольга Маркова (25 августа 1938—28 февраля 2023[18]).
  - Внучки — Марина Игоревна Маркова (р. 1960, в замуж. Кусургашева), журналист. Её муж — Алексей Максимович Кусургашев, журналист, сын М. Д. Кусургашева. Ксения Игоревна Маркова (р.1973), специалист по этикету, автор книг «Этикет, традиции и история романтических отношений», «Европейский этикет. Беседы о хороших манерах и тонкостях поведения в обществе» и другие.
- Дочь — Екатерина Маркова (р. 1946), актриса.
  - Внук — Филипп Тараторкин (р. 1974), историк.
  - Внучка — Анна Тараторкина (р. 1982), актриса.

Могила Георгия Маркова и его супруги

Троекуровское кладбище

## Память
- В Иркутске установлена мемориальная доска.
- 29 февраля 1996 года решением Асиновской районной Думы библиотеке-филиалу № 4 села Ново-Кусково присвоено имя Г. М. Маркова.
- Вопреки практике установки бронзового бюста на родине дважды Героя, такой монумент в Томской области установлен не был, в том числе по просьбе самого Маркова[19]. Только 2 октября 2012 года на родине писателя, в селе Ново-Кусково, установлен бюст писателя.
- В 2006 году наследники писателя передали в Научную библиотеку Томского государственного университета часть большого архива Георгия Маркова, которая относится непосредственно к его литературному творчеству и связям с родными местами[20].

## Творчество
Произведения Маркова — типичные образцы литературы социалистического реализма, относят к направлению так называемой «cекретарской прозы». Действие его романов происходит в Сибири. В своём первом романе «Строговы», писавшемся в 1939—1946 и состоящем из двух частей, Марков показывает зарождение и развитие партизанского движения в Сибири во время революции и прослеживает историю одной семьи пчеловодов на протяжении трёх поколений.

## Мнения
Анатолий Черняев, помощник М. C. Горбачёва (по дневниковой записи 22 июня 1986 года):
Перед съездом писателей все вокруг, включая самого А. Н. Яковлева, выражают удивление, почему продолжается «курс на Маркова», несмотря на то, что он, казалось бы, символ брежневиады в советской литературе. В 27 издательствах выпустил только за 1985 год свои поделки. 14 миллионов рублей — на сберкнижке. Центр притяжения прохиндеев и посредственности, но — дважды Герой Социалистического труда.
Писатель Анатолий Салуцкий:
Например, недавно лауреат литературных премий (так он представлен) Роман Сенчин в пух и прах разнёс бывшего первого секретаря СП СССР Георгия Маркова с его огромными тиражами и множеством пьес, представив его далёким от писателей — «с ним не связано баек, анекдотов, он был где-то высоко». Ясно, что пишет это человек, понятия не имеющий о том, как была устроена писательская жизнь в СССР. То, что Марков — писатель средней руки, а его пьесы шлифует драматург Шим, было известно всем, секретарская литература вообще была притчей во языцех.

## Награды и премии
- Сталинская премия третьей степени (1952) — за роман «Строговы»
- Ленинская премия 1976 года в области литературы, искусства и архитектуры (20 апреля 1976 года) — за роман «Сибирь»[24].
- Премия Ленинского комсомола (1980) — за экранизированный роман «Отец и сын» (1979)
- Государственная премия УССР имени П. Тычины «Чувство семьи единой» (1981)
- Государственная премия РСФСР имени братьев Васильевых (1984) и Золотая медаль имени А. Довженко (1983) — за сценарий фильма «Приказ: перейти границу» (1982)
- международная премия «Лотос» (1982)
- Большая литературная премия Болгарии «София-85» (1985)
- дважды Герой Социалистического Труда (27.09.1974, 16.11.1984)
- четыре ордена Ленина (28.10.1967, 19.04.1971, 27.09.1974, 16.11.1984)
- орден Октябрьской Революции (17.04.1981)
- орден Отечественной войны II степени (11.03.1985)
- орден Трудового Красного Знамени (18.04.1961)
- медаль «За боевые заслуги» (13.09.1945)
- медаль «За победу над Японией» (30.08.1945)[25]
- медаль «За укрепление боевого содружества» (1980)
- медаль золотая, имени академика С. П. Королёва (1983)
  - медали ВНР, ПНР, НРБ, МНР
  - юбилейные медали СССР ветеранам войны
- Почётный гражданин города Иркутска (23 апреля 1973)
- Почётный гражданин города Томска (17 апреля 1981)

### Собрания сочинений
- Собрание сочинений в 5-ти томах. М.: Художественная литература, 1981—1982.
- Собрание сочинений в 5-ти томах. М.: Художественная литература, 1972—1974
- Романы:
  - «Строговы» (книги 1-2, 1939—1946)
  - «Соль земли» (книги 1-2, 1954—1960)
  - «Отец и сын» (ч. 1-2, 1963—1964)
  - «Сибирь» (книги 1-2, 1969—1973)
  - «Грядущему веку» (1981—1982)
- Повести:
  - «Солдат пехоты» (1947—1948)
  - «Орлы над Хинганом» (1967)
  - «Земля Ивана Егорыча» (1974)
  - «Завещание» (1975)
  - «Тростинка на ветру» (1977)
  - «Моя военная пора» (1979)

### Пьесы
- Беспощадное лето (1967)
- Вызов (1980). В соавторстве с Э. Шимом
- Рассказы, очерки, публицистика.
- «Письмо в Мареевку» Иркутск,1952
- Жизнь, литература, писатель. М., 1971
- «Горизонты жизни и труд писателя» М., Советский писатель, 1978
- К юности. М., 1980
- В поисках поэзии и правды (1982)
- В поисках поэзии и правды М., 1983
- Личное мнение. М.,1987

## Экранизации
- Строговы (8 серий, 1976)
- Сибирь (6 серий, 1976)
- Соль земли (7 серий, 1978)
- Отец и сын (2 серии) (1979)
- Тростинка на ветру (1980)
- Приказ: огонь не открывать (1981)
- Приказ: перейти границу (1982)
- Грядущему веку (5 серий, 1985)